# Idea Vilariño

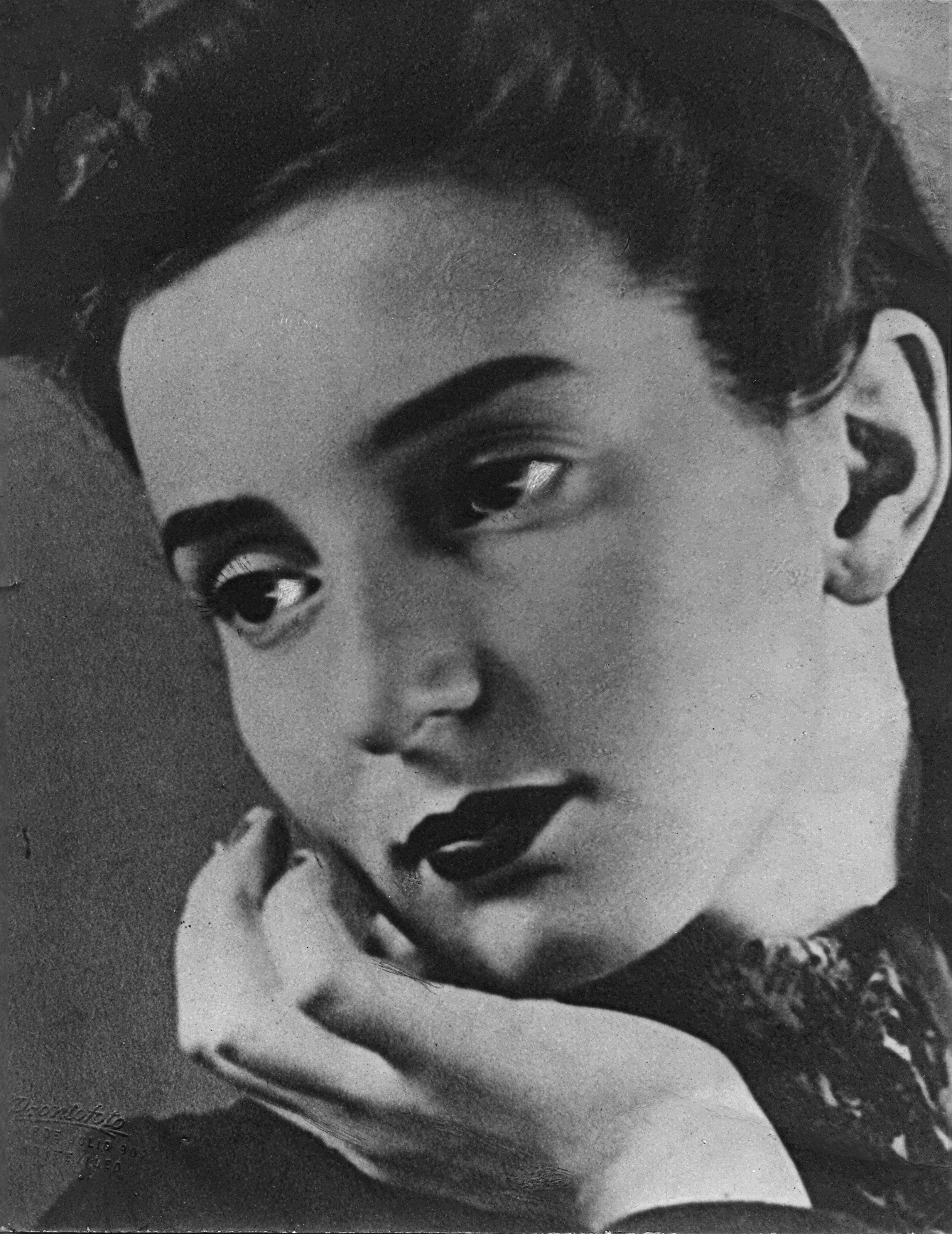
Een jonge Idea Vilariño

Idea Vilariño (Montevideo, 18 augustus 1920 - aldaar, 28 april 2009) was een Uruguayaans dichteres, essayiste, vertaalster, hoogleraar literatuur en literair criticus.
Vilariño maakte deel uit van de zg. "Generatie van 45", waartoe onder meer ook behoorden Juan Carlos Onetti, Mario Benedetti, Sarandy Cabrera, Carlos Martínez Moreno, Ángel Rama, Carlos Real de Azúa, Carlos Maggi, Alfredo Gravina, Mario Arregui, Amanda Berenguer, Humberto Megget, Emir Rodríguez Monegal, Gladys Castelvecchi en José Pedro Díaz. Daarnaast was zij ook actief als vertaalster, componiste en docente. 

## Poëzie
- La suplicante (1945)
- Cielo Cielo (1947)
- Paraíso perdido (1949)
- Por aire sucio (1950)
- Nocturnos (1955)
- Poemas de amor (1957)
- Pobre Mundo (1966)
- Poesía (1970)
- No (1980)
- Canciones (1993)
- Poesía 1945 - 1990 (1994)
- Poesía completa (2002)

## Essays
- Grupos simétricos en la poesía de Antonio Machado (1951)
- La rima en Herrera y Reissig (1955)
- Grupos simétricos en poesía (1958).
- Las letras de tango (1965)
- El tango cantado (1981)

- autores.uy: 31
- Bibsys: 90529231
- Biblioteca Nacional de España: XX1153052
- Bibliothèque nationale de France: cb12326799n (data)
- Catàleg d'autoritats de noms i títols de Catalunya: 981058602711406706
- CiNii: DA02146040
- Gemeinsame Normdatei: 119341638
- International Standard Name Identifier: 0000 0001 1838 6528
- Library of Congress Control Number: n80161726
- Nationale Bibliotheek van Tsjechië: jo2005273779
- Nationale Bibliotheek van Israël: 987007312759205171
- Nationale Bibliotheek van Polen: a0000002526259
- Nederlandse Thesaurus van Auteursnamen: 071808825
- Réseau des bibliothèques de Suisse occidentale: 02-A003942532
- Système universitaire de documentation: 032189184
- Trove: 1235692
- Virtual International Authority File: 19748256
- WorldCat: E39PBJkMPmr7337jxyvJ7H4wmd